# Trychosis apicalis
Trychosis apicalis är en stekelart som beskrevs av Henry Keith Townes, Jr. 1962. Trychosis apicalis ingår i släktet Trychosis och familjen brokparasitsteklar. Inga underarter finns listade i Catalogue of Life.